# Israel Lipski

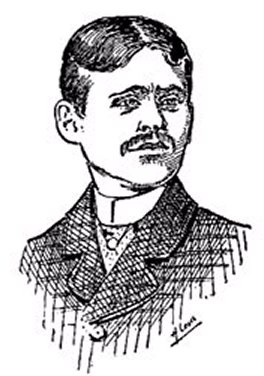
Israel Lipski

Israel Lipski, geboren als Israel Lobulsk (* 1865; † 21. August 1887 in London), war ein britischer Regenschirmverkäufer und verurteilter Mörder.

## Leben
Israel Lipski lebte im East End von London und arbeitete als Regenschirmverkäufer gemeinsam mit seinen zwei Angestellten namens Harry Schmuss und Henry Rosenbloom.
Am 28. Juni 1887 gegen 11 Uhr fand Dinah Angel das Zimmer ihrer im sechsten Monat schwangeren Schwiegertochter Miriam Angel verschlossen vor. Für gewöhnlich trafen sich die beiden Frauen gegen 9 Uhr zum gemeinsamen Frühstück. Zusammen mit der Hauseigentümerin und einem Mieter brach sie die Tür des Zimmers auf und fand Miriam Angel leblos und in unnatürlicher Position auf ihrem Bett vor. Aus ihrem Mund quoll eine schäumende Substanz, die sich bei späterer Untersuchung als Salpetersäure erwies.
Ein sofort herbeigerufener Arzt konnte nur noch den Tod der jungen Frau feststellen.
Lipski wurde unter dem Bett der Toten aufgefunden. Er war nicht bei Bewusstsein und wies Säureverätzungen im Mundraum auf. Lipski wurde zunächst zur Polizei und später ins Krankenhaus gebracht.
Er wurde unter Mordanklage gestellt, beteuerte aber seine Unschuld und behauptete, Schmuss und Rosenbloom seien für den Tod Miriam Angels verantwortlich.
Der untersuchende Rechtsmediziner war Wynne Edwin Baxter, der auch an der Untersuchung der Whitechapelmorde (Jack the Ripper) im Jahr darauf beteiligt war.
Der Prozess gegen Lipski führte zu einer heftig geführten Kontroverse: Um dem öffentlichen Druck, der in weiten Teilen antisemitisch motiviert war, nachzugeben, wurde eine Reihe entlastender Hinweise nicht näher untersucht. Der britische Innenminister Henry Matthews sprach sich zwar persönlich gegen die Todesstrafe aus, intervenierte aber nicht zugunsten des Angeklagten. Lipski wurde für schuldig befunden und am 21. August 1887 im Hof des Newgate Prison gehängt.